# Bazaar
Bazaar é um sistema de revisão de versões descentralizado, serve para seguir o processo de evolução de código de software ou informação semelhante. A filosofia de concepção deste programa é dar o máximo de liberdade ao utilizador para fazer as alterações que forem necessárias.
O Bazaar está escrito em Python, e está licenciado segundo a licença de software livre GPL, sendo a sua versão atual a 2.3.4.
O serviço Launchpad, de propriedade da Canonical Ltd, oferece hospedagem de projetos com controle de versões baseado em Bazaar.